# معبد سرخ دم لري
معبد سرخ‌ دم لري (بالفارسية: پرستشگاه سرخ‌دم لری) هو معبد تاريخي يعود إلى عصر العصر البرونزي، ويقع في مقاطعة كوهدشت.